# (99891) Donwells
(99891) Donwells est un astéroïde de la ceinture principale.

## Description
(99891) Donwells est un astéroïde de la ceinture principale. Il fut découvert le 9 août 2002 à Haleakala par Andrew Lowe. Il présente une orbite caractérisée par un demi-grand axe de 3,06 UA, une excentricité de 0,05 et une inclinaison de 5,0° par rapport à l'écliptique.

## Compléments